# Коннахтские рейнджеры
Коннахтские рейнджеры (англ. Connaught Rangers) — ирландский пехотный полк Британской армии, созданный путём объединения 88-го и 94-го пехотных полков, на основе которых были созданы 1-й и 2-й батальоны соответственно. Образован в июле 1881 года. Был одним из восьми ирландских пехотных полков, чей личный состав укомплектовывался в первую очередь жителями острова Ирландия. Штаб — Голуэй. В 1922 году после образования Ирландского свободного государства был расформирован как один из пяти пехотных полков, не признавших британский суверенитет.

## История

### Образование
Полк был образован в июле 1881 года путём слияния 88-го пехотного полка Коннахтских рейнджеров, ставшего 1-м батальоном нового полка, и 94-го пехотного полка, ставшего 2-м батальоном. Образование полка было логическим продолжением реформ Кардуэлла 1879 года и реформ Чайлдерса 1881 года. Это был один из восьми ирландских полков, личный состав которых набирался из жителей Ирландии. Штабом служил город Голуэй и казармы Ренмор в нём. В полку, как следовало из его названия, были широко представлены уроженцы провинции Коннахт, а именно графств Голуэй, Слайго, Мейо, Роскоммон и Литрим. Вся Ирландия считалась отдельным военным округом с центром в Феникс-парке в Дублине, а этот округ подчинялся Военному министерству из Лондона. Для образования нового полка 88-й пехотный полк был переброшен из Бенгалии, а 94-й в то время находился на территории Южной Африки. Через год 2-й батальон (бывший 94-й пехотный полк) прибыл в Ирландию, и его небольшой отряд в 1884 году отправился в Нильскую экспедицию, сопровождая экспедицию верхом на верблюдах. В 1896 году тот же 2-й батальон прибыл в Судан в расположение экспедиционных сил в Донголе, которыми командовал Герберт Китченер, и принял участие в завоевании Судана, отправившись в 1897 году в Индию.

### Вторая англо-бурская война
В составе 5-й ирландской бригады, ведомой генерал-майором Фитцроем Хартом, 1-й батальон нёс службу в Южной Африке и воевал против буров. В декабре 1899 года полк участвовал в битве при Коленсо, в ходе которой британцы безуспешно пытались снять осаду с города Ледисмит, а бригада понесла огромные потери (сам полк потерял 24 человека убитыми и 105 ранеными). В январе 1900 года Коннахтские рейнджеры сражались за Спион-Коп, в феврале — за высоты Тугела под командованием генерала Редверса Буллера, сумев всё-таки прорвать осаду города. В 1903 году 1-й батальон отправился в Индию. В 1908 году добровольческие батальоны и батальоны ополчения были преобразованы в Территориальные силы и Специальный резерв, вследствие чего у полка остались только три резервных батальона.

### Первая мировая война

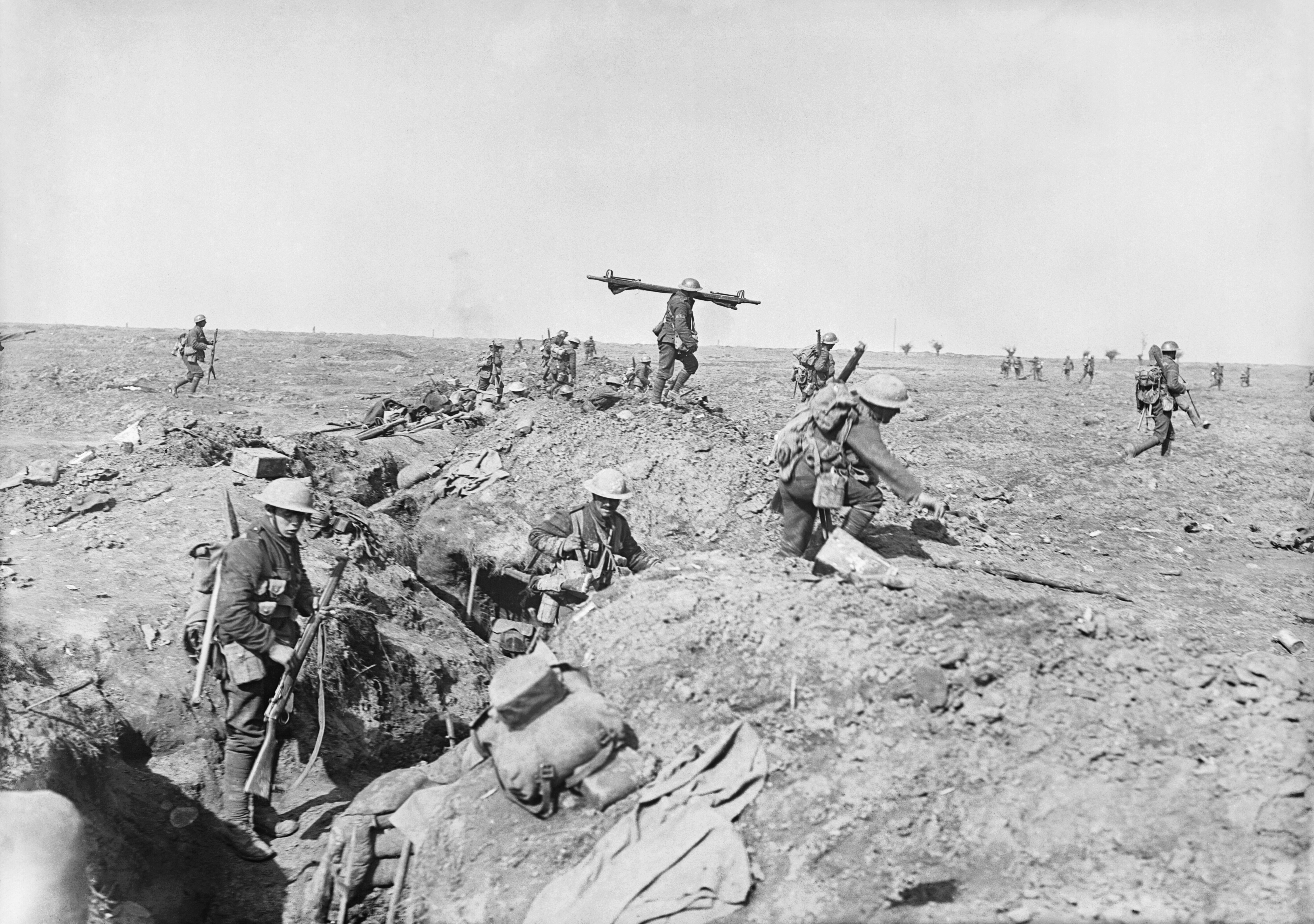
Битва на Сомме, фото

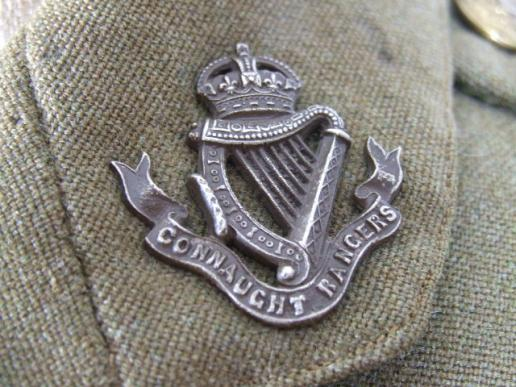
Кокарда Коннахтских рейнджеров образца 1914 года

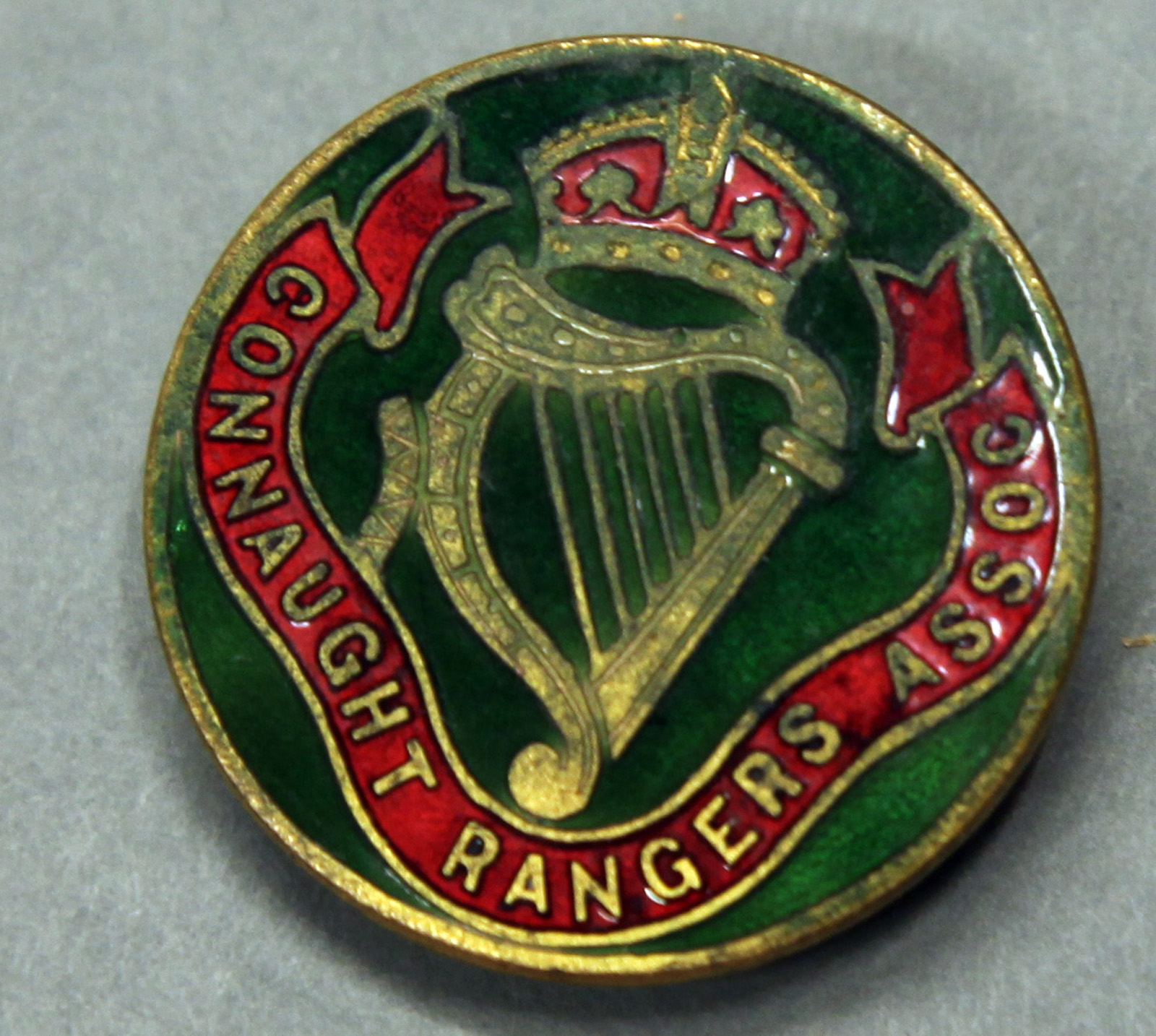
Цветная кокарда Коннахтских рейнджеров

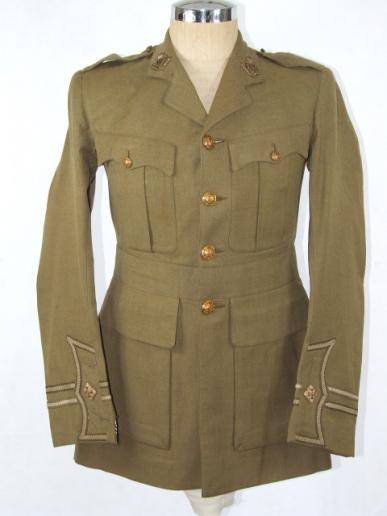
Мундир А. Л. Б. Андерсона, служившего в рядах рейнджеров

#### Регулярные войска
1-й батальон подполковника Хёрдиса Рэйвеншоу, нёсший службу в Ферозепоре, прибыл в составе 7-й Ферозепорской бригады 3-й Лахорской пехотной дивизии в Марсель в сентябре 1914 года для участия в боях на Западном фронте Первой мировой войны. 2-й батальон прибыл в Булонь-сюр-Мер в составе 5-й пехотной бригады 2-й пехотной дивизии в составе Британских экспедиционных сил в августе 1914 года для тех же целей. Марш батальона It's a Long Way to Tipperary стал известным во всём мире.
В октябре 1914 года 2-й батальон вступил в первую битву на Ипре. В одном из сражений отличился рядовой Уильям Гроган (англ. William Grogan), который сапёрной лопатой забил семь немцев до смерти, но сам получил ранение в голову и потерял четыре зуба. Сражения 1914 года привели к тому, что 2-й батальон понёс огромные потери и был расформирован. Оставшихся в живых солдат увели в 1-й батальон, который в 1916 году был переброшен на Ближний Восток, воюя в составе 3-го Тигрского корпуса Британской Индийской армии в Ираке.
До ноября 1917 года в Голуэе оставался 3-й резервный батальон, который позже перебрался в Англию. 4-й батальон особого запаса находился в местечке Бойл в августе 1914 года, а в ноябре 1917 года был переброшен в Шотландию (в мае 1918 года объединён с 3-м батальоном).

#### Армия Китченера[англ.]
5-й служебный батальон, образованный в Дублине в августе 1914 года, высадился в августе 1915 года в Галлиполи в бухте Анзак в составе 29-й пехотной бригады 10-й Ирландской пехотной дивизии, но в сентябре 1915 года был направлен в Салоники для сражений на Салоникском фронту, а вскоре отправился в Египет, откуда прибыл в Палестину для несения службы на временно оккупированных территориях в сентябре 1917 года. В июне 1918 года батальон оказался в Марселе, где продолжил бои на Западном фронте.
6-й служебный батальон, образованный в графстве Корк в сентябре 1914 года, высадился в Гавре в составе 47-й пехотной бригады 16-й Ирландской пехотной дивизии в декабре 1915 года для участия в боях на Западном фронте. За неделю сражения на Сомме в сентябре 1916 года он потерял 23 офицера и 407 солдат убитыми. 21 марта 1918 года батальон во время Весеннего наступления германской армии был признан полностью уничтоженным, поскольку за неделю боёв потерял 22 офицера и 618 солдат убитыми. Выживших отправили во 2-й батальон Ленстерского полка.

### Пасхальное восстание
В апреле 1916 года по Ирландии прокатилось Пасхальное восстание, организованное ирландскими националистами с целью свержения британской монархии и установления Ирландской Республики, независимой от Великобритании. С целью подавления выступлений ирландских бунтовщиков Коннахтские рейнджеры и ещё ряд полков были брошены против них. В ходе боёв был ранен один солдат полка.
Колонна численностью 584 человека из 3-го батальона Коннахтских рейнджеров под командованием подполковника А. Дж. Дигана, шедших в Эннискорти для подавления выступления ирландских революционеров, занявших город, отказалась стрелять по восставшим, опасаясь, что город будет разрушен. В первые дни после начала восстания коннахтцы патрулировали местности, выкуривая повстанцев, арестовывая их и обнаруживая тайники с оружием. 250 коннахтцев под командованием майора Х. М. Хатчинсона прибыли 4 мая 1916 года в Фернс, а на следующий день пришли в Гори. Отряд из 31 рейнджера под командованием Л. К. Бэдема обыскал дома в Кинсейле 4 мая, а на следующий день арестовал группу ирландских революционеров и конфисковал их оружие. Колонна 9 мая обыскала дома в Нью-Россе, а на следующий день в Уотерфорде, достигнув 16 мая Клонмела и продолжив аресты ирландцев и конфискацию оружия.
Колонна численностью 422 человека под командованием майора О. Ф. Ллойда обыскала дома в Бандоне с 6 по 11 мая, арестовав немало повстанцев и конфисковав их оружие. 11 мая она прибыла в Клонакилти, пополнив численность схваченных в плен ирландских бунтовщиков и трофейного оружия. В Дублине группа Коннахтских рейнджеров помогала частям Королевских ирландских фузилёров и Королевских дублинских фузилёров защищать город от революционеров. Сержант Джон Джозеф Баррор (англ. John Joseph Barror) лично убил двух противников в сражении за Дублин.

### После войны
Коннахтские рейнджеры после окончания Первой мировой войны были сокращены до двух батальонов, которые на момент начала войны за независимость Ирландии в 1919 году были не на острове — 1-й в Индии, 2-й в Дувре. С целью минимизации давления батальоны были специально разбросаны по колониям и метрополии.

### Бунт в Индии

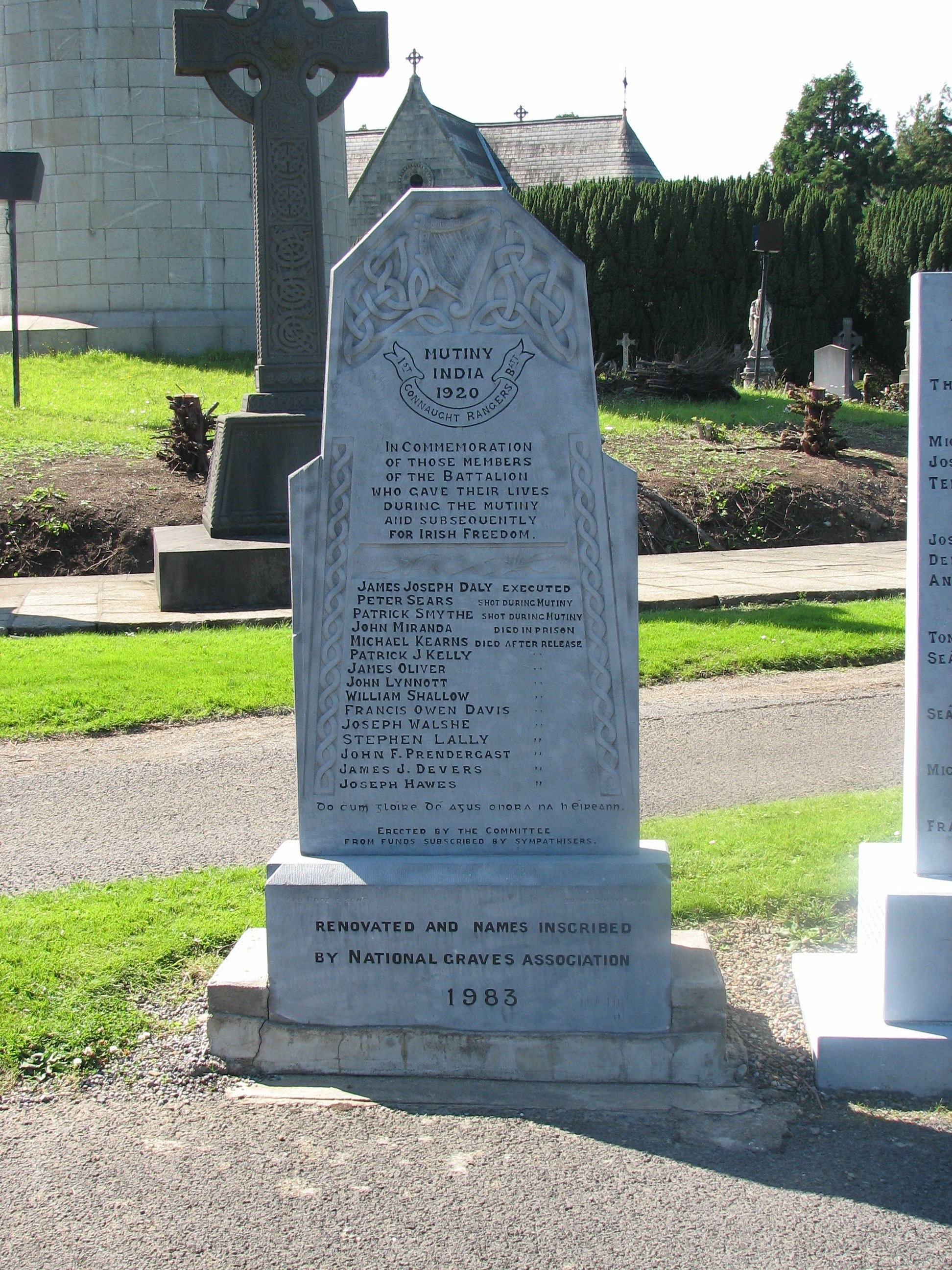
Памятник взбунтовавшимся Коннахтским рейнджерам на кладбище Гласневин в Дублине

28 июня 1920 года пять солдат роты C 1-го батальона, которая была расквартирована в казармах Уэллингтон в Джаландхаре (Пенджаб), выступили с протестом против введения военного положения в Ирландии и отказались исполнять приказы. С учётом плохого материального положения солдат в казармах выступление могло дать повод к бунту. Восставших поддержали ещё и другие рейнджеры, в том числе и ливерпулец Джон Миранда. Бунтовщиками руководил рядовой Джеймс Дейли, чей брат Уильям также примкнул к протесту; позже их поддержали роты рейнджеров в Джутоге и Солане.
Изначально протесты были мирными: солдаты надели розетки Шинн Фейн и начали петь песни ирландских повстанцев. Однако 1 июля группа из 30 солдат во главе с Джеймсом Дейли, вооружившись штык-ножами, после буйной вечеринки решила выкрасть ружья роты из Соланского арсенала. Завязалась перестрелка между охраной арсенала и повстанцами: были убиты рядовые Патрик Смит и Питер Сирз, причём Сирз не имел никакого отношения к бунту и был задет случайной пулей. Оба гарнизона были заняты британскими войсками в короткие сроки, а Дейли и его сообщники предстали перед судом. Из 88 бунтовщиков 77 были осуждены на тюремные сроки, 10 оправданы, а Дейли расстрелян 2 ноября 1920 года в тюрьме Дагшай, причём он стал последним британским солдатом, казнённым за мятеж. Сирз и Смит были похоронены в Солане, а Дейли и умерший в тюрьме Миранда — на кладбище Дагшай. Среди осуждённых были:
- Вэл Делейни (англ. Val Delaney), Дж. Дж. Бакли (англ. J.J. Buckley) и Юджин Иган (англ. Eugene Egan) — уроженцы Клэрморриса
- Джек Сканлон (англ. Jack Scanlon) — уроженец Слайго
- Чарли Керриган (англ. Charlie Kerrigan — уроженец Гленкара
- Мартин Конлон (англ. Martin Conlon) — сводный брат восьми братьев из Слайго, четверо из которых погибли на фронтах Первой мировой войны

В 1923 году всех осуждённых освободили и выслали в Ирландию. В 1936 году правительство Ирландии своим распоряжением назначило выплату воинских пенсий солдатам, осуждённым за мятеж в Индии и лишённых соответствующих выплат от Великобритании. Тела Сирза, Смита и Дейли были перезахоронены на ирландской земле в 1970 году.

### Расформирование полка
В 1922 году было объявлено, что шесть бывших полков Южной Ирландии (пять пехотных и один кавалерийский) будут расформированы в связи с нехваткой средств на их содержание, в том числе и полк Коннахтских рейнджеров. 12 июня 1922 года в зале Сент-Джордж Виндзорского замка торжественно в присутствии короля Георга V были сложены пять полковых знамён. 31 июля 1922 года поступил приказ о расформировании шести полков. А после начала гражданской войны в Ирландии тысячи бывших солдат и офицеров вступили в Национальную армию Ирландии, лояльную Свободному государству Ирландии — к маю 1923 года доля профессиональных солдат Британской армии, служивших в ирландских полках, составила около 50 процентов от численности всех солдат Национальной армии (53 тысячи) и около 20 процентов от всех офицеров.

## Памятники
В Голуэйском кафедральном соборе Вознесения Богоматери и Святого Николая в 1966 году было установлено окно с витражом в честь полка Коннахтских рейнджеров, посвящённым всему Коннахту. В Голуэе в Коллегиальной церкви Святого Николая установлены многие памятники полку и его солдатам.

## Воинские почести
По британским традициям, воинские почести присваиваются тем частям, которые проявили себя в различных боях, и представляют собой нанесение символического названия сражения на штандарт полка. Полку Коннахтских рейнджеров с учётом почестей 88-го и 94-го пехотных полков присвоены следующие почести:
- От 88-го полка: Egypt, Talavera, Busaco, Fuentes d'Onoro, Ciudad Rodrigo, Badajoz, Salamanca, Vittoria, Nivelle, Orthes, Toulouse, Peninsula, Alma, Inkerman, Sevastopol, Central India
- От 94-го полка: Seringapatam, Ciudad Rodrigo, Badajoz, Salamanca, Vittoria, Nivelle, Orthes, Toulouse, Peninsula, Pyrenees, South Africa 1877-78-79
- Вторая англо-бурская война: Relief of Ladysmith, South Africa 1899–1902
- Первая мировая война:  Mons, Retreat from Mons, Marne 1914, Aisne 1914, Messines 1914 '17, Armentières 1914, Ypres 1914 '15 '17, Langemarck 1914 '17, Gheluvelt, Nonne Bosschen, Festubert 1914, Givenchy 1914, Neuve Chapelle, St. Julien, Aubers, Somme, 1916 '18, Guillemont, Ginchy, St. Quentin, Bapaume 1918, Rosières, Hindenburg Line, Cambrai 1918, Selle, France and Flanders 1914–1918, Kosturino, Struma, Macedonia 1915–17, Suvla, Sari Bair, Scimitar Hill, Gallipoli 1915, Gaza, Jerusalem, Tell 'Asur, Megiddo, Sharon, Palestine 1917–18, Tigris 1916, Kut al Amara 1917, Baghdad, Mespotamia 1916–18

## Награждённые Крестами Виктории
- Рядовой Томас Хьюз[англ.] (3 сентября 1916)[37]
- Лэнс-капрал Джеймс Мюррей[англ.] (16 января 1881)[38]
- Сержант Джон Данаэр[англ.] (12 февраля 1881)[39]

## Командиры полка
Полком командовали:
- 1881–1889: генерал Уильям Ирвин (англ. William Irwin), командир 88-го полка и 1-го батальона
- 1881–1886: генерал сэр Джон Торнтон Грант (англ. John Thornton Grant), командир 94-го полка и 2-го батальона
- 1889–1900: генерал Джозеф Эдвин Тэкуелл (англ. Joseph Edwin Thackwell)
- 1900–1912: генерал-лейтенант сэр Эдвард Хотпон (англ. Edward Hotpon)
- 1912–1922: генерал-майор Уильям Листон Дэлраймпл (англ. William Liston Dalrymple)

## Форма и знаки отличия
В 1881—1914 годах отличительной формой Коннахтских рейнджеров были алые мундиры с синими брюками и зелёной отделкой. Воротники и манжеты зелёного цвета символизировали принадлежность к Ирландии, однако Коннахтские рейнджеры были единственным полком, который никогда не назывался Королевским и не имел тёмно-синюю отделку мундира. На кнопках мундира изображались арфа и корона с трилистником. Арфа и корона изображались на головных уборах (в том числе и шлемах) в виде серебряных украшений на зелёном фоне.